# نواسیت
نواسیت (انگلیسی: Novacyt) شرکت داروسازی بریتانیایی است، که در سال ۲۰۰۶ تأسیس شد.